# كاندي لو
كاندي لو هي مغنية مؤلفة وممثلة هونغ كونغية، ولدت في 18 أكتوبر 1974 بهونغ كونغ في الصين.

## وصلات خارجية
- كاندي لو على موقع IMDb (الإنجليزية)
- كاندي لو على موقع ميوزك برينز (الإنجليزية)
- كاندي لو على موقع ديسكوغز (الإنجليزية)
- كاندي لو على موقع قاعدة بيانات الفيلم (الإنجليزية)